# Фуросемид
Фуросемидът е диуретик. Представлява бял кристален прах, неразтворим във вода и разредени киселинни разтвори, умерено разтворим в етанол, свободно разтворим в разредени алкални разтвори.

## Описание
Фуросемидът блокира реабсорбцията на 15 – 20% от филтрираните натриеви йони и повишава екскрецията на бикарбонати, фосфати, калциеви, магнезиеви и калиеви йони.
Бионаличността при перорален прием е 60 – 70% и диуретичният ефект се проявява след 15 – 30 минути, достига максимум след 1 – 2 часа и трае 6 – 8 часа. При инжектиране се проявява след 5 минути, достига максимум след 30 минути и действието продължава 2 часа.
Помага при сърдечна недостатъчност, намалява периферния оток, използва се за лечение на артериална хипертония при пациенти с бъбречна недостатъчност.
Фуросемидът е в забранителния списък на Световната антидопингова агенция, тъй като се води, че прикрива наличието на допинг в организма.